# Clostera geminata
Clostera geminata är en fjärilsart som beskrevs av M.Gaede 1930. Clostera geminata ingår i släktet Clostera och familjen tandspinnare. Inga underarter finns listade i Catalogue of Life.